# Mary Frances Lyon

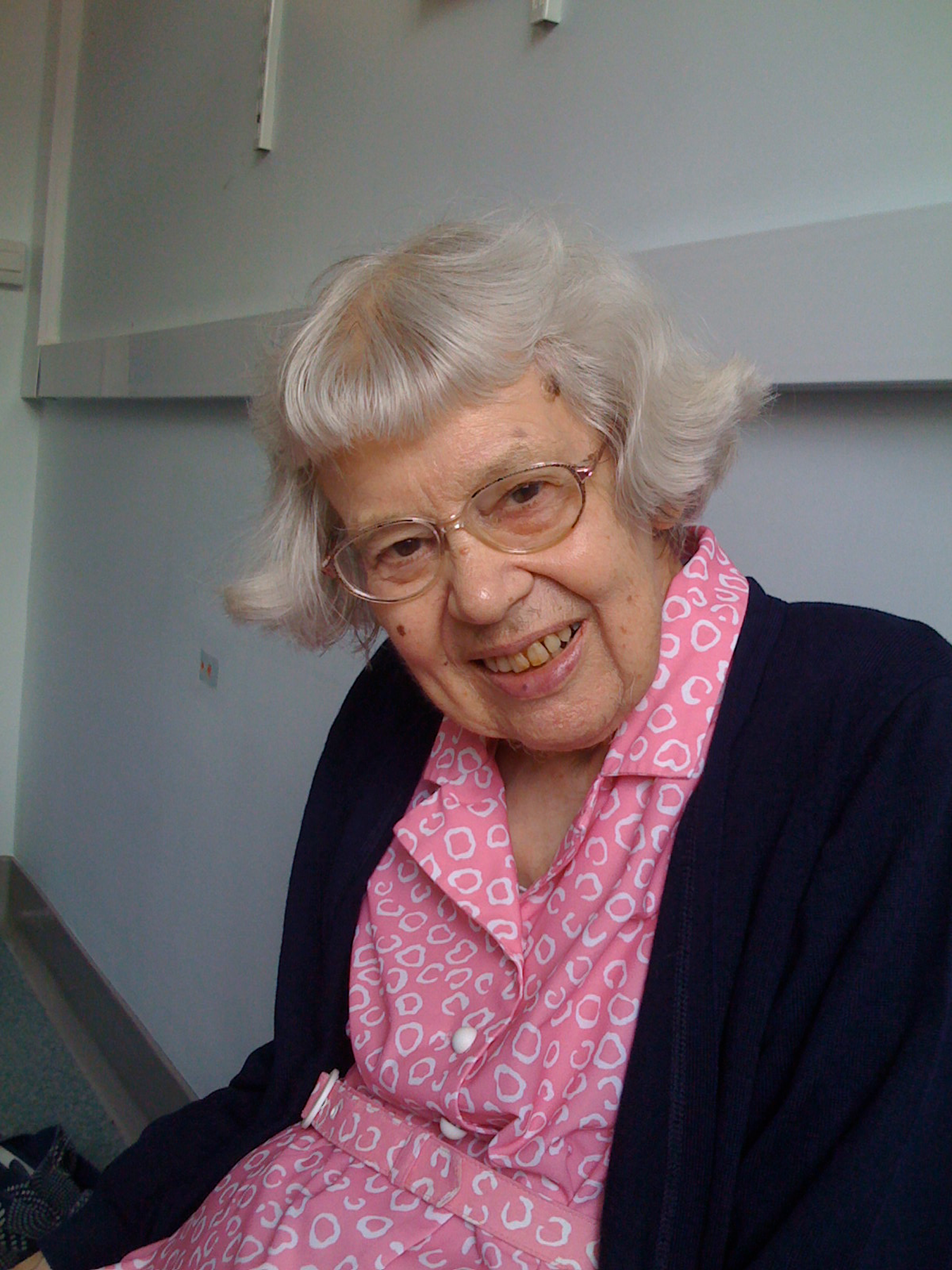
Mary Frances Lyon

Mary Frances Lyon (15 tháng 5 năm 1925 – 25 tháng 12 năm 2014) là nhà di truyền học người Anh. Bà tập trung nghiên cứu về các tác dụng của bức xạ cùng các tác nhân khác trên sự đột biến di truyền, cũng như quá trình đột biến và các áp dụng của việc đột biến này vào y học. Năm 1961 bà mô tả sự mất hoạt tính của nhiễm sắc thể X. Giả thuyết Lyon cắt nghĩa vì sao các nhiễm sắc thể X đôi khi có thể không còn hoạt tính trong các động vật giống cái của Lớp Thú.
Bà đã nghỉ hưu năm 1990.
Lyon được thưởng giải Wolf về Y học năm 1997, Giải quốc tế Quỹ Gairdner năm 1985, là hội viên của Hội Vương thất Luân Đôn, là viện sĩ nước ngoài của Viện Hàn lâm Khoa học quốc gia Hoa Kỳ và Viện sĩ danh dự của Viện Hàn lâm Khoa học và Nghệ thuật Hoa Kỳ.

## Bài khảo luận
Gene Action in the X-chromosome of the Mouse (Mus musculus L.) Nature 190, 372 - 373 (22.4.1961).